# Пенчо Райков
Пенчо Николов Райков е български химик, работил главно в областта на органичната химия. Провежда изследвания върху окислителните процеси, механизма на асимилация, създава нови лабораторни прибори. Работи и в областта на аналитичната химия.

## Биография
Пенчо Райков е роден през 1864 г. в Трявна. Средно образование завършва в пансиона на Тодор Минков в град Николаев. През 1888 г. завършва химия в Лайпцигския университет. Негова статия, публикувана през 1886 г. в „Хемише Централблат“, е смятана за първата научна публикация на български автор в областта на химията.
След завръщането си в България Райков е учител в Педагогическото училище в Казанлък, а от 1890 г. – в Първа софийска мъжка гимназия, като започва да преподава и във Висшето училище (днес Софийски университет „Свети Климент Охридски“). От 1892 г. е редовен преподавател в университета, като от 1894 г. до пенсионирането си през 1935 г. оглавява катедрата по органична химия. През 1900 г. става действителен член на Българското книжовно дружество, днес Българска академия на науките. През 1908 – 1909 г. е ректор на университета.
Баща е на химичката Теодора Райкова, родена през 1893 г. Става негова асистентка в Софийския университет през 1918 година.
Пенчо Райков умира през 1940 г.